# Troglopalites stygios
Genre
Espèce
Troglopalites stygios, unique représentant du genre Troglopalites, est une espèce de collemboles de la famille des Arrhopalitidae.

## Distribution
Cette espèce est endémique d'Abkhazie en Géorgie. Elle se rencontre dans les grottes Nizhnyaya Shakuranskaya et Tsebeldinskaya.

## Description
La femelle holotype mesure 1,49 mm et le mâle paratype 1,2 mm.

## Publication originale
- Vargovitsh, 2012 : New troglomorphic Arrhopalitidae (Collembola: Symphypleona) from the Western Caucasus. Zootaxa, no 3174, p. 1-21.